# دهستان قوشخانه پایین
دهستان قوشخانه پایین یکی از دهستان‌های بخش قوشخانه شهرستان شیروان در استان خراسان شمالی ایران است. براساس سرشماری مرکز آمار ایران در سال ۱۳۹۰، جمعیت آن ۴۸۹۶ نفر (در ۱۲۹۰ خانوار) بوده‌است.